# Comissão Teológica Internacional
A Comissão Teológica Internacional (CTI) é um órgão da Cúria Romana da Igreja Católica; assessora o magistério da Igreja, particularmente o Dicastério para a Doutrina da Fé (DDF), um dicastério da Cúria Romana.   Os seus membros consistem em não mais de 30 teólogos católicos  nomeados pelo papa por sugestão do prefeito do DDF  para mandatos renováveis de cinco anos. Eles tendem a se reunir anualmente durante uma semana em Roma, onde a comissão está sediada. 
A comissão está estreitamente alinhada com o DDF, cujo prefeito é ex officio o presidente da CTI. Em março de 2022, o Papa Francisco reafirmou essa relação com a sua constituição apostólica Praedicate evangelium, em vigor a partir de 5 de junho de 2022, ao mesmo tempo que mudou o nome da Congregação para a Doutrina da Fé (CDF) para Dicastério para a Doutrina da Fé (DDF), como parte de uma reorganização e reforma da Cúria Romana. 

## História
A CTI tem as suas origens numa ideia apresentada na primeira Assembleia Geral do Sínodo dos Bispos em 1967.  Foi estabelecido provisoriamente pelo Papa Paulo VI em 11 de abril de 1969.  Suas primeiras nomeações foram anunciadas em 1º de maio de 1969. A primeira reunião da CTI ocorreu de 6 a 8 de outubro de 1969 e foi presidida pelo Cardeal Franjo Šeper.  Quatro grupos de trabalho foram criados durante o primeiro mandato para explorar: (i) a unidade da Fé, (ii) o sacerdócio, (iii) a teologia da esperança: a Fé Cristã e o futuro da humanidade, (iv) os critérios da consciência moral cristã.  A sessão plenária de outubro de 1970 estudou um documento sobre “O Ministério Sacerdotal” preparado pela subcomissão do sacerdócio.  Na sessão plenária de outubro de 1972, a CTI estudou o tema do Pluralismo Teológico preparado pela subcomissão para a unidade da fé.  De acordo com um historiador, a CTI contribuiu com a declaração Mysterium Ecclesiae da CDF, emitida em 1973, uma ampla defesa da igreja no mundo moderno.  
Em outubro de 1969, na primeira reunião da CTI, Karl Rahner produziu um documento sobre as principais questões que ele acreditava que deveriam ser abordadas.  No entanto, Rahner renunciou após o primeiro mandato, dizendo que a CTI estava "fervendo em seu próprio suco". A sua queixa era que o DDF, e em particular o Cardeal Šeper, não estavam preparados para consultar seriamente a CTI sobre as questões do dia.  Depois de cinco anos, apenas treze dos trinta teólogos originais foram reconduzidos. A sessão plenária de outubro de 1974 abordou o tema da Ética Cristã. 
Em 6 de agosto de 1982, o Papa João Paulo II emitiu Tredecim anni para confirmar a estrutura institucional da CTI. 
Desde 2004, as mulheres podem ser membros da CTI. 

## Liderança

### Presidentes
O prefeito do Dicastério para a Doutrina da Fé é presidente ex officio da comissão. Eles foram: 
- Franjo Šeper (1969–1981)
- Joseph Ratzinger (1981–2005)
- William Joseph Levada (2005–2012)
- Gerhard Ludwig Müller (2012–2017)
- Luis Francisco Ladaria Ferrer, SJ (2017–2023)
- Víctor Manuel Fernández (2023-presente)

### Secretário geral
Os secretários-gerais foram: 
- Philippe Delhaye (1972-1989)
- Georges Cottier, O.P. (1989-2004)
- Luis Ladaria Ferrer, S.J. (2004-2009) [20]
- Charles Morerod, O.P. (2009-2011) [21]
- Serge-Thomas Bonino, O.P. ( França ) (2011-2021) [22]
- Piero Coda (2021-presente)

## Relatórios
A comissão produz relatórios em horários irregulares. Em 2018 lançou seu 28º documento.  Alguns abordam temas de amplo interesse e atraem a atenção da mídia, enquanto outros são pouco notados fora do público acadêmico e clerical. O documento de 2018 “Sinodalidade na Vida e Missão da Igreja” foi uma importante contribuição para a teologia da sinodalidade, desenvolvendo-se com a experiência de participação numa consulta global entre o Povo de Deus, convocada pelo Papa Francisco em 2021 - 2024 para um “Sínodo sobre a Sinodalidade”.
Em 1976, a CTI publicou um relatório sobre a teologia da libertação, intitulado “Desenvolvimento Humano e Salvação Cristã”.  Advertiu que a análise marxista-leninista se baseia em pressupostos duvidosos e privilegia a ação em detrimento da compreensão que é o objetivo principal da investigação teológica.  Em 1997, a comissão produziu o documento “O Cristianismo e as Religiões”, uma discussão sobre o pluralismo religioso.  Em 2004, o documento “Communion and Stewardship: Human Persons Created in the Image of God” considerou a relação entre criação, evolução e fé cristã. 
Em "A esperança de salvação para crianças que morrem sem serem batizadas", de 2007, a comissão discutiu a crença tradicional de que crianças não batizadas não podem entrar no céu, mas permanecem no limbo, sem acesso à presença de Deus. Afirmou que esta crença não tinha fundamento teológico, que a revelação não fornecia uma orientação clara sobre o assunto, e chamou-a de uma "visão indevidamente restrita da salvação", embora continue a ser uma visão possível.  A mídia popular interpretou isso como uma rejeição do próprio conceito de limbo.  